# Capmasat
Un capmasat és el propietari d'un mas principal, o capmàs d'una determinada població o municipi rural. Normalment la condició de capmasat comporta la titularitat, en comú o en societat amb la resta de capmasats i, a vegades, d'altres titulars de masos, de béns comunals o emprius.
En l'actualitat perviuen diverses societats de capmasats, especialment a l'Alt Berguedà, tals com:
- La Societat de Capmasats i Barracaires de Vallcebre.[2]
- La Junta de Capmasats de Gresolet.[3]
- La Junta de Capmasats i Magallers de Sant Julià de Cerdanyola.[4]